# اهیسیلا
اهیسیلا (به لاتین: Ahisilla) یک روستا در استونی است که در دهستان کوسه واقع شده‌است.